# As Ratazanas
As Ratazanas (Die Ratten) é uma peça dramática em cinco actos de Gerhart Hauptmann, que estreou em 1911, um ano antes do autor receber o Prémio Nobel da Literatura. Ao contrário de outras peças de Hauptmann, tais como Os Tecelões (1892) e A Ascensão de Hanneles (1893), esta não parece ter sido alguma vez encenada na Broadway.

## Personagens
| - Harro Hassenreuter, antigo gerente teatral - Mrs. Harro Hassenreuter - Walburga, filha dos anteriores - Pastor Spitta - Erich Spitta, filho do anterior - Alice Ruetterbusch, actriz - Nathanael Jettel, agente do tribunal - Kaeferstein, Dr. Kegel, alunos de Hassenreuter - John, capataz pedreiro | - Mrs. John, empregada de Hassenreuter - Bruno Mechelke, o seu irmão - Pauline Pipercarcka, uma criada - Mrs. Sidonie Knobbe - Selma, a sua filha - Quaquaro, guarda da casa - Mrs. Kielbacke - Polícia Schierke - Duas crianças |

## Resumo da peça de teatro
A história localiza-se em Berlim, no final do século XIX, ou início do XX.
A senhora Jette John, governanta de Harro Hassenreuter, uma ex-gerente de teatro, repreende a grávida, mas solteira, Pauline por querer retornar para um amante inútil que tem intenção de a abandonar. Sem filhos após ter perdido Adelbert, o seu bebé, há três anos, Jette propõe-se cuidar dele sozinha apesar de ser forçada a viver em condição servil. Para ajudar a Jette, Harro traz-lhe um fervedor de leite. Após o nascimento do bebé, Jette percebe que o cabelo do rapaz é da mesma cor do de Adelbert e então ela lhe dá o mesmo nome e projecta mantê-lo como seu filho. Quando Pauline retorna e descobre como está o seu bebé, Jette bate-lhe duramente na orelha. Lamentando esse gesto, ela bate no rosto dela própria. Mas quando Pauline pede para ver o bebé uma segunda vez, ela lança-lhe olhar de ódio. Pauline pressionada pela sua Senhoria que sabe sobre o nascimento, informou o Registo sobre isso e agora virá um homem do escritório da guarda.
A filha de Harro, Walpurga, ama o seu tutor, Erich Spitta, quem tem ambições de se tornar um actor e dramaturgo. Inconsciente da ligação deles, Harro dá lições de representação a ele juntamente com dois outros alunos sobre A Noiva de Messina de Schiller. Harro discute com Erich sobre forma de arte dramática, a primeira favorecendo Schiller, e o último Lessing. "Tu és uma ratazana," por assim dizer, afirma Hassenreuter. "Uma dessas ratazanas que estão começando, no campo da política, a minar o nosso glorioso império alemão recentemente unido. Eles estão a tentar enganar-nos sobre a recompensa do nosso trabalho. E no jardim da arte alemã estas ratazanas estão roendo as raízes da árvore do idealismo." No quarto do seu filho, o pastor Spitta descobre uma fotografia de Walpurga e, sem saber que ela é sua filha, mostra-o a Harro. Como resultado, Harro avisa a sua filha para rejeitar Erich, senão ele vai repudiá-la.
Para manter Adelbert com ela, Jette rouba o bebé de Sidonie, uma viciado em álcool e morfina que tem dificuldades em tomar conta dele e substitui-o no lugar de Adelbert enquanto foge com o bebé da Pauline. Pauline regressa e diz a Harro que Jette tem o seu bebé, que as autoridades julgam que está a ser negligenciado. Um pouco mais tarde, Sidonie alerta o cortiço inteiro afirmando confusamente que o seu bebé foi roubado. Pauline nega isso, pensando que é ela própria a acusada. Quando Hassenreuter olha para ele, o bebé está morto. Jette convence o marido, Paul, que ela deu à luz enquanto ele estava fora da cidade no trabalho como pedreiro-capataz e que levou o bebé para casa da irmã casada na província. Um amigo dele, Emil Quaquaro, informa-o sobre a morte do bebé de Sidonie, juntamente com os feitos de Bruno, seu irmão. Enquanto isso, Erich discute com seu pai sobre Walperga e separam-se. Quando Erich encontra Jette, ela expressa-se de forma incoerente. Quando o desnorteado Erich sai, Jette e Paul são visitados por Bruno. Paul carrega o revólver dele como um aviso para nunca mais voltar e então sai. Para desespero de Jette, Bruno revela que, em vez de assustá-la, como planeado, ele assassinou Pauline. Ela se recusou a ceder o seu bebé.
Sabendo que Erich e Walpurga se amam, Teresa, esposa de Harro, tenta intervir em seu favor junto do seu marido. Acabado de ser indicado como gerente de um teatro, ele promete ter uma visão mais branda sobre a matéria. Ele revela a Jette que bebé do Sidonie está morto, assim como a notícia de que os policiais descobriram que ela nunca foi com o rapaz para o marido da irmã, tendo sido vista no parque perto do rio.
Paul está cansado de viver numa casa infestada de ratos e decide levar o bebé para a sua irmã, mas Jette revela que o filho não é dele. A filha de Sidonie, Selma, chega e informa-os que a polícia concluiu que ela trouxe a bebé de Pauline do apartamento de Harro. Pouco a pouco, Paul descobre a verdade sobre o esquema da sua esposa. Num acesso de raiva e desespero, Jette toma conta do bebé, mas é impedido de sair com ele. Ela corre cegamente para fora e antes que alguém o possa impedir, ela se mata no meio da rua.

## Adaptações para filme
Foram realizados cinco filmes alemães baseados na peça de Hauptmann, todos intitulados Die Ratten (As Ratazanas):
- Die Ratten dirigido por Hanns Kobe e com Eugen Klöpfer, Blandine Ebinger, Gertrude W. Hoffmann e Lucie Höflich, em 1921.[3]
- Die Ratten dirigido por Robert Siodmak e com Maria Schell, Curd Jürgens e Heidemarie Hatheyer, em 1955.[4]
- Die Ratten dirigido por John Olden, em 1959.[5]
- Die Ratten dirigido por Peter Beauvais com Peter Mosbacher, em 1969.[6]
- Die Ratten dirigido por Rudolf Noelte e com  Cordula Trantow, Günter Lamprecht e Gottfried John, em 1977.[7]